# Mr. Freeze
(Mr. Freeze, Cuore di ghiaccio)
Mr. Freeze, il cui vero nome è Victor Fries, è un personaggio immaginario dei fumetti DC Comics creato da Dave Wood (testi) e Sheldon Moldoff (disegni) per le pagine di Batman vol. 1 n. 121 (febbraio 1959).
È uno dei nemici di Batman, apparso per la prima volta in Batman n. 121 (febbraio 1959). In questo primo albo il suo nome è Mr. Zero. Il nome del supercriminale è stato cambiato da Gardner Fox in Detective Comics n. 373 (marzo 1968) per adattarsi alla versione televisiva comparsa nel telefilm Batman trasmesso in quel periodo, che gli donerà il nome di Mr. Freeze. Le origini e i poteri del personaggio furono modificati ancora negli anni novanta per adattarsi a quanto mostrato nella serie animata Batman.
Si è classificato al 67º posto nella classifica dei più grandi cattivi nella storia dei fumetti secondo IGN.

## Storia editoriale

### Periodo Silver Age
Quando il personaggio viene introdotto nel 1959 prende il nome di Mister Zero e ci viene presentato come un supercriminale vittima di una sua stessa invenzione. Nel tentativo di creare una pistola che ricopre di ghiaccio chi ne è colpito (Ice-Gun), viene colpito lui stesso dalle sostanze che l'alimentano. Da questo momento in poi deve vivere in una specie di scafandro che mantiene la sua temperatura corporea sotto zero. Nonostante ciò riesce comunque a compiere delle imprese criminali e si imbatte in Batman e Robin che lo sconfiggono.
Dal punto di vista editoriale Il personaggio non ha successo e non viene più riutilizzato per quasi dieci anni. Lo riprende Bob Kane con il nome di Mister Freeze nel 1968.

### Origini Moderne
Con il termine Origini Moderne si intende la versione definitiva data alla origine di un personaggio dei fumetti. La vicenda diviene quindi parte integrante delle storie di quel supereroe o supercriminale. Questo tipo di operazione narrativa si rende necessaria quando ci si trova di fronte ad un personaggio (spesso longevo) le cui storie non hanno chiarito in precedenza le ragioni della sua genesi o delle motivazioni delle sue scelte. Nel caso di Freeze ci troviamo di fronte ad un supercriminale le cui origini sono contraddittorie (all'inizio persino il nome era differente) e variavano inoltre rispetto a quelle della sua versione animata e cinematografica. La DC Comics ne pubblica le origini definitive nel 2005 con la storia in 5 parti Snow, pubblicata su Legends of the Dark Knight. Gli autori sono J.H.Williams III e Curtis Johnson (testi) - Seth Fisher (disegni).

## Biografia del personaggio
Nelle prime storie, quando era ancora noto come Mr. Zero, Freeze non aveva un passato prestabilito, limitandosi ai suoi studi sulla criogenia e al fatto che, durante un incidente, divenne impossibile per lui a vivere a temperature che non fossero sotto lo zero, motivo per cui indossa una tuta apposita che gli permette di essere mantenuto a quella temperatura. Quindi, a causa della sua condizione, cominciò una carriera criminale sfruttando le armi di ghiaccio che aveva creato quando era ancora umano.

### Ricreazione nel DCAU
Freeze viene quindi poi rivisitato da Paul Dini e Bruce Timm nella loro serie animata Batman, quando creano l'episodio Cuore di ghiaccio. Il personaggio, rispetto a essere l'ennesimo criminale in costume, ottiene un passato tragico caratterizzato dalla malattia terminale di sua moglie Nora. Da questo momento, Freeze viene sempre dipinto, sia nei fumetti che negli altri media, con questa storia: Victor si era sposato con Nora, una dolce e bellissima donna che, purtroppo, contrasse una terribile quanto rara malattia terminale e, non potendo accettare di perderla e sfruttando i suoi studi criogenici, Victor la ibernò nel ghiaccio, sperando di trovare qualcuno che potesse finanziare le sue ricerche per trovare la cura per salvarla, ma durante le sue ricerche, divenne vittima di un incidente che lo trasformò in un uomo incapace di sopportare temperature superiori allo zero. Dedicò così la sua vita al crimine, nella speranza di trovare abbastanza fondi da permettersi una cura per la moglie.

#### Biografia nel DCAU
Nell'universo della serie animata, Victor sfrutta la tecnologia della GothCorp per mantenere lo stato criogenico della moglie, all'insaputa di tutti. Quando viene scoperto dal capo, Ferris Boyle, quest'ultimo, a seguito di una discussione che stava per finire in tragedia, lo spinse contro degli agenti chimici che, apparentemente, lo uccisero. Quindi, la cella criogenica di Nora e il corpo freddo di Freeze furono gettati via. Freeze, però, sopravvisse e, convinto che la moglie fosse morta, creò una tuta adatta alla sua nuova condizione e dedicò la sua vita alla vendetta. Quando finalmente mise in atto il suo piano per uccidere a sangue freddo (letteralmente) il suo vecchio capo, Batman lo fermò, per quanto comprensivo del suo dolore, e lo arrestò.
Freeze, quindi, fu più tardi liberato da Grant Walker, un futurista interessato a diventare come Freeze e usare la sua tecnologia per purificare il mondo. Victor rifiutò, ma cambiò idea quando Grant gli rivelò e mostrò che era riuscito a salvare sua moglie, ancora in stato di ibernazione. Ritrovata la scintilla, Freeze acconsente al piano di Grant, ma cambia idea quando Batman fa leva sul suo senso di colpa, ricordandogli che Nora, se mai ne uscisse viva, non lo perdonerà mai per aver condannato l'umanità per il bene di Grant. Victor, quindi, tradisce Grant e scappa con sua moglie nel Polo Nord, dove continua le ricerche per curarla, adottando due orsi polari e un ragazzino inuit di nome Kunac, all'interno di una calotta.
I piani di Freeze sono però messi in pericolo dall'improvvisa emersione di un sottomarino che distrugge la teca di Nora. Dopo aver congelato la ciurma, Freeze corre a Gotham, contattando il suo vecchio collega della GothCorp, Gregory Belson, per trovare una soluzione immediata per Nora. I due comprendono che Nora ha solo bisogno di un trapianto d'organi, ma dato il suo raro gruppo sanguigno, solo una persona risulta idonea come donatore: Barbara Gordon. I due la rapiscono, aizzandosi contro Batman e Robin, e Barbara, dopo aver capito la situazione, accetta di fare da donatrice, inconsapevole che il processo la ucciderà. Per sua fortuna, Batman e Robin rintracciano Barbara e Freeze su una piattaforma petrolifera abbandonata e, nella colluttazione che segue, scoppia un incendio, obbligando Freeze a mettere al sicuro Nora, supplicando Batman di salvarla. Batman salva la donna e, tornando a salvare Freeze, questi viene trascinato in fondo al mare dai detriti, apparentemente morendo. Per sua fortuna, Freeze è salvato dai suoi orsi polari e, con sua grande gioia, scopre che Nora è stata curata dalla Wayne Enterprises.
Tuttavia, la condizione di Freeze peggiora, facendogli perdere pian piano tutto il suo corpo. Solo la testa viene salvata in extremis, ma ormai capendo che così non potrà passare più tempo con Nora, Freeze dedica la sua campagna criminale a far capire alla gente cosa vuol dire soffrire perdendo la gente o le cose che si ama. A seguito di un quarto scontro con Batman, Freeze, apparentemente, scompare per sempre. L'ultimo incontro tra Bruce e Victor avverrà dopo la morte di Nora (avvenuta perché il suo corpo ha pian piano fatto riemergere la malattia), quando Freeze tenterà di resuscitare il suo corpo con le presunte proprietà magiche dello Scialle di Maddalena del Sacro Ordine di Saint Dumas, ma viene fermato da Azrael e Batman, che congela la sua testa approfittando di un momento di distrazione.
La testa, quindi, essendo l'unica parte rimasta di Freeze, viene lasciata alle cure della Wayne Ent., mantenendolo in vita per i successivi 50 anni. La sua "prigionia" termina quando il neo-proprietario della Wayne Ent. (fusasi con le Powers Industries nella Wayne-Powers), Derek Powers, per poter curare la sua condizione radioattiva, gli viene suggerito dalla dottoressa Stephanie Lake di clonare il suo corpo e di trasferirci le caratteristiche neurali del vecchio corpo, liberandolo dalla condizione. Freeze, quindi, viene usato come cavia di questo processo sperimentale, donando così a Victor una vita normale e libera dal ghiaccio e dal dolore. Victor, quindi, decide di redimere le sue passate azioni fondando la Fondazione Nora Fries per aiutare le vittime di Mr. Freeze e altri malcapitati dal simile fato. Tuttavia, le sue buone azioni non sono destinate a durare quando, esattamente come per Nora, la sua condizione riemerge, rendendo nociva l'esposizione alle temperature calde. Powers e Lake, quindi, decidono di sopprimerlo, ma Victor fugge e, ritrovata la sua tuta, si vendica di Stephanie e Derek, congelandoli e uccidendoli, quindi, decide di suicidarsi facendosi crollare addosso il laboratorio della Wayne-Powers, per quanto il nuovo Batman tenti di dissuaderlo, avendolo preso in simpatia e credendo ancora nella sua bontà. Tuttavia, a sorpresa di entrambi, entra in scena Blight (lo stesso Derek che, con il suo stato radioattivo, ha accettato la sua condizione e la userà per crearsi la sua identità da supercriminale) che tenta di uccidere entrambi con la sua radioattività, ma Freeze, con le sue ultime forze, lo scaccia via con un raggio di ghiaccio e quindi si lascia seppellire dai detriti della struttura, sotto lo sguardo disperato di Batman.

### New 52
Mister Freeze riceve un sostanzioso restyling nel numero Batman Annual 1, in cui c'è una modifica alla retcon del personaggio. Scott Snyder (testi) e Greg Capullo (disegni) ricompongono le origini del personaggio, narrando di come Fries fosse uno scienziato alle dipendenze di Bruce Wayne, il quale gli impedisce di "scongelare" la moglie Nora anche dopo aver trovato la cura, cosa che scatena l'ira di Fries per l'alter-ego di Batman. Dal litigio che segue, Fries inavvertitamente colpisce una serie di sostanze chimiche che gli provocano un abbassamento della temperatura corporea. Poco dopo, però, si scopre che Nora non è la moglie di Fries, ma la prima paziente sottoposta alla crioterapia che un giovane Fries aveva studiato per lungo tempo, tanto da comporre la propria tesi su di lei. Il fumetto si chiude con Batman che tenta di guarire Freeze dall'abbassamento della temperatura corporea iniettandogli la stessa cura che lui avrebbe voluto destinare a Nora.

## Poteri e abilità
Mister Freeze ha una resistenza sovrumana e una forza che gli permette di sollevare fino a 4 tonnellate grazie alla sua armatura, collegata alla tecnologia congelante e resistentissima, con un casco di vetro antiproiettile e resistente agli esplosivi, che riversa il freddo sulla sua testa. Porta un paio di occhialini rossi per rimediare alla fotofobia causata dalla mutazione del suo corpo. Possiede diverse pistole, bombe e fucili congelanti ad ampio raggio che ha costruito e che utilizza contro gli avversari. Con il reboot della DC Comics, i New 52, Freeze ora è in grado di generare ghiaccio anche senza l'utilizzo del proprio arsenale, può congelare un ambiente, formare pareti o schermi di ghiaccio per proteggersi, formare e lanciare proiettili di ghiaccio contro gli avversari, o creare oggetti tridimensionali di ghiaccio, da utilizzare in vari modi. Per spostarsi velocemente, spesso scivola su piste di ghiaccio da lui stesso create. Freeze in una occasione ha mostrato di saper guarire una ferita, trasformandola in ghiaccio e rimodellando la zona come se fosse sana, per poi ritrasformarla di nuovo in carne ed ossa, senza che ne rimangano neppure dei segni.
Grazie al suo genio nel campo della criogenia, ha permesso al suo organismo di rallentare l'invecchiamento, ed essere inoltre immune alla maggior parte dei batteri, virus e tossine. Victor è anche un esperto in altri campi scientifici, come la chimica, la genetica, l'ingegneria meccanica, la fisica, la medicina e la neurobiologia, oltre ad avere un talento per l'invenzione. La sua specializzazione in criogenia e scienze mediche ha dimostrato con successo la sua tesi sull'immortalità attraverso l'animazione sospesa; grazie a una criocamera di sua invenzione è riuscito a ritardare gli effetti della patologia neurologica di sua moglie Nora, preservandola in un sonno criogenico fino a quando non si potesse trovare una cura. Ha costruito anche una macchina di supporto vitale per Selina Kyle, il cui cuore fu rimosso chirurgicamente da Hush. Parla inoltre tedesco, greco e latino. In Detective Comics #850, Mister Terrific, alias Michael Holt, affermò che la tecnologia creata da Victor sia agli stessi livelli della tecnologia extraterrestre di Apokolips, il pianeta infernale del perfido Darkseid, o di Lex Luthor.

## Altri media

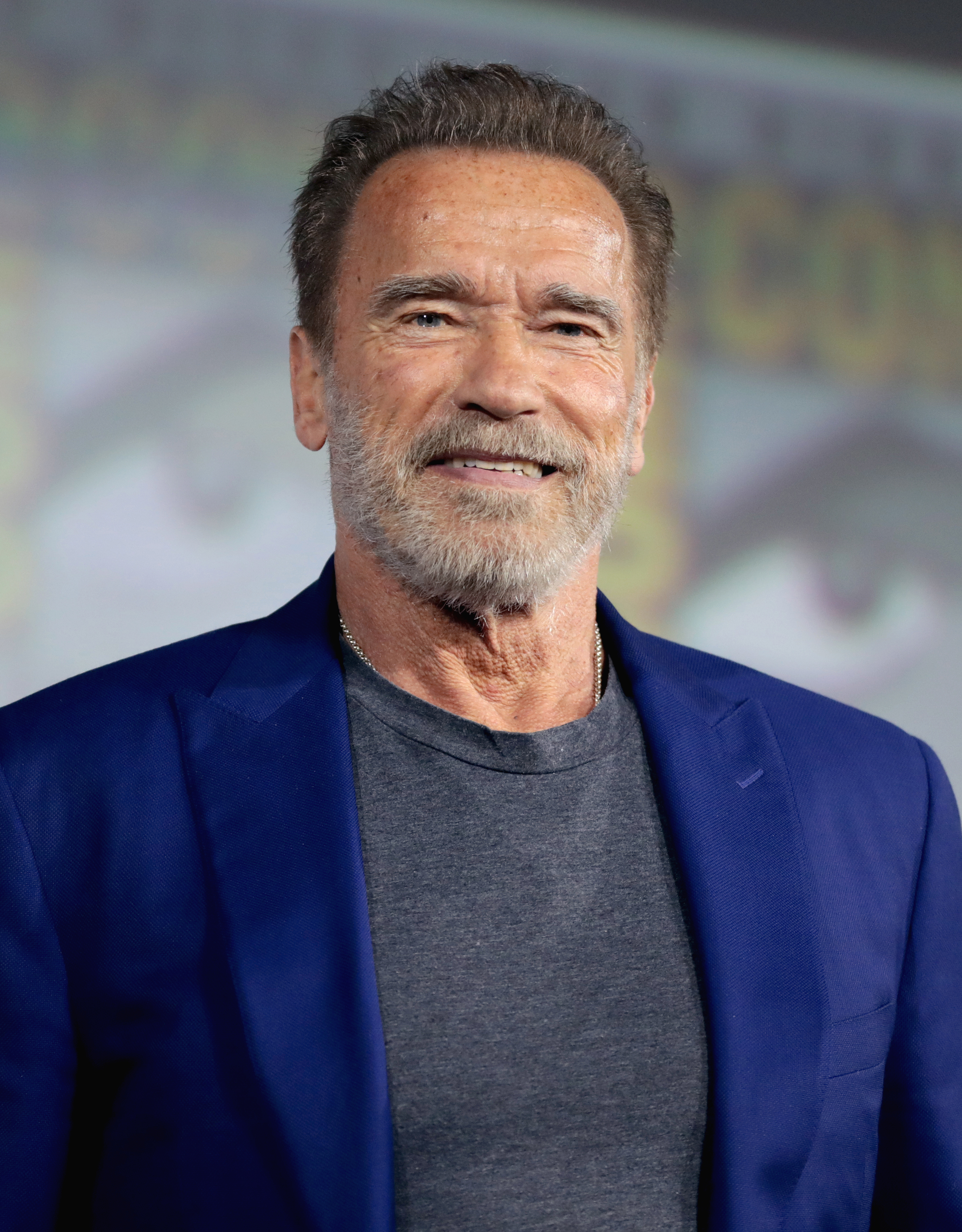
Arnold Schwarzenegger, interprete di Mr. Freeze nel film Batman & Robin.

### Cinema
- Mr. Freeze è uno dei due antagonisti principali del film Batman & Robin (1997), assieme con Poison Ivy. In questo film, Freeze è stato interpretato da Arnold Schwarzenegger e per il suo ruolo furono considerati anche Patrick Stewart, Anthony Hopkins, Sylvester Stallone e Hulk Hogan. La critica, che è stata unanime a bocciare il film, ha stroncato anche il personaggio criticando soprattutto i suoi giochi di parole.[10][11]

#### Film d'animazione
- Mr. Freeze appare come antagonista principale nel film d'animazione del DC Animated Universe Batman & Mr. Freeze: SubZero.
- Mr. Freeze appare nei film d'animazione Superman/Batman: Nemici pubblici, Justice League: The Flashpoint Paradox, Batman: Assault on Arkham, Justice League: Gods and Monsters, Batman Unlimited: Fuga da Arkham, Batman: Il ritorno del Crociato Incappucciato, LEGO Batman - Il film, Scooby-Doo! e Batman - Il caso irrisolto, Batman vs. Teenage Mutant Ninja Turtles, Batman contro Due Facce e Batman: Hush.

### Televisione

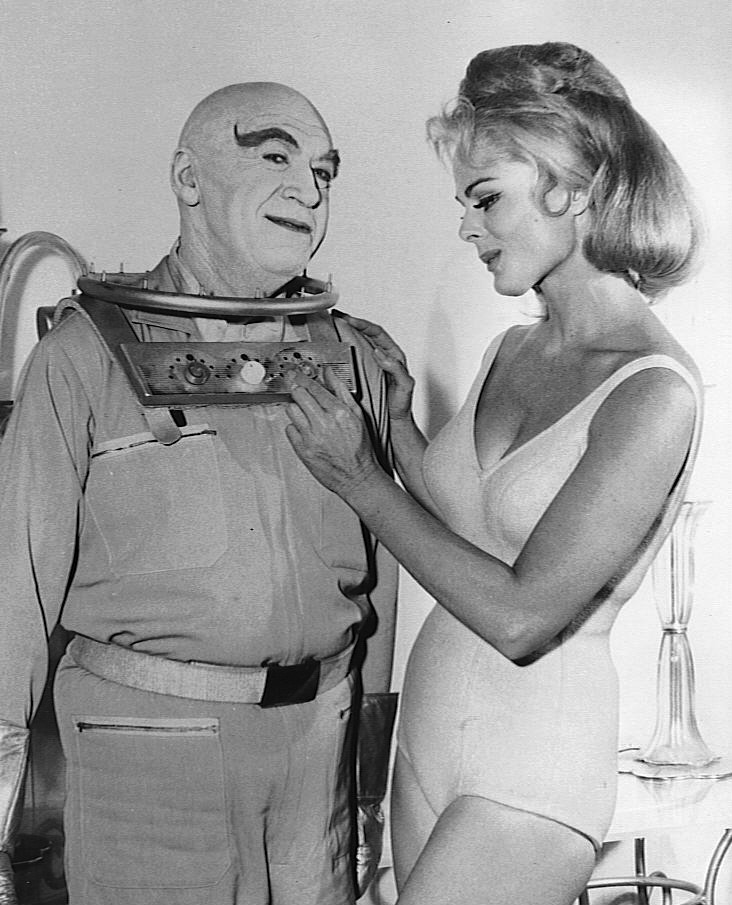
Otto Preminger, interprete di Freeze nella prima stagione.

- Mr. Freeze appare in 6 episodi della serie Batman ed è interpretato da George Sanders (prima stagione), Otto Preminger e Eli Wallach (seconda stagione).[12][13][14] Sanders e Wallach usarono un accento tedesco per interpretare il ruolo del personaggio, mentre Preminger, nato nell'ex-Impero austro-ungarico, parlò con il suo naturale accento austriaco. Mentre il Mr. Freeze di George Sanders indossa il classico abito refrigerante, le versioni di Otto Preminger ed Eli Wallach indossano un "collare" intorno al collo che insieme alla tuta rinfrescante .
- Mr. Freeze (conosciuto in questa saga come il Dottor Freddo) compare in tre serie animate più un film d'animazione del DC Animated Universe, in cui è sempre doppiato da Michael Ansara.[15]
  - Mr. Freeze appare in due episodi della serie animata Batman. Quasi 30 anni dopo la sua creazione appare nell'episodio Cuore di ghiaccio, scritto da Paul Dini, che rivisita le sue origini.[16]
  - Compare anche nel terzo episodio di Batman - Cavaliere della notte in cui il suo corpo si è disgregato a causa dell'esperimento che lo ha reso un mostro di ghiaccio ed ora ne è rimasto solo il cervello. Nonostante sua moglie Nora si sia ripresa, egli ha deciso di non rivederla mai più e vuole vendicarsi di tutta l'umanità per far patire a tutti la sua stessa sofferenza. L'episodio è il seguito del film d'animazione Batman & Mr. Freeze: SubZero.
  - Nelle serie Batman of the Future, è ridotto ad una testa senziente tenuta in vita unicamente dalla sua tecnologia, Derek Powers (Blight) gli darà la possibilità di una redenzione costruendogli un nuovo corpo grazie alla tecnologia genetica del futuro. Sfortunatamente il nuovo corpo presenterà gli stessi sintomi ibernanti del vecchio, portando il dottore a ridivenire un nemico pubblico che dopo aver salvato la vita al suo vecchio nemico Batman, troverà la morte per mano di Blight.
- Mr. Freeze compare nella serie animata The Batman.
- Compare tra i vari antagonisti di Batman: The Brave and the Bold.
- Appare nella prima stagione di Young Justice.
- Appare anche nella serie animata Batman Unlimited.
- Appare dalla seconda stagione della serie Gotham, interpretato da Nathan Darrow.[17][18]
- Appare nuovamente nella serie animata Batwheels.

### Videogiochi
Mr. Freeze appare nei seguenti videogiochi:
- Batman: The Animated Series, sviluppato da Konami (1993)
- The Adventures of Batman & Robin, sviluppato da Konami, Clockwork Tortoise e Novotrade (1994) (solo nella versione per Sega Mega Drive)
- Batman & Robin, sviluppato da Probe Entertainment e Tiger Electronics (1998)
- Batman: Gotham City Racer, sviluppato da Sinister Games (2001)
- Batman: Vengeance, sviluppato da Ubisoft Montréal (2001)
- Batman: Dark Tomorrow, sviluppato da HotGen (2003)
- Batman: Rise of Sin Tzu, sviluppato da Ubisoft Montréal (2003)
- Batman: Toxic Chill (2003)
- LEGO Batman: Il videogioco, sviluppato da Traveller's Tales (2008)
- Batman: Ice Age (2009)
- DC Universe Online, sviluppato da Sony Online Austin (2011)
- Batman: Arkham City, sviluppato da Rocksteady Studios (2011)
- LEGO Batman 2: DC Super Heroes, sviluppato da Traveller's Tales (2012)
- Injustice: Gods Among Us, sviluppato da NetherRealm Studios (2013)
- Batman: Arkham Origins - Freddo, gelido cuore, sviluppato da WB Games Montréal (2014)
- Batman: Arkham Knight - L'era dell'infamia, sviluppato da Rocksteady Studios (2015)
- Injustice 2, sviluppato da NetherRealm Studios (2017)
- Batman: The Enemy Within, sviluppato da Telltale Games (2017/2018)
- Gotham Knights, sviluppato da WB Games Montréal (2022)

#### Batman: Arkham
Victor Fries/Mr. Freeze appare nella saga di Batman: Arkham dove è doppiato da Maurice LaMarche in inglese e da Gianni Quillico in italiano.
- In Batman: Arkham Asylum, primo videogioco della saga, è possibile notare la sua cella nel Penitenziario. Scansionandola e risolvendo l'indovinello dell'Enigmista ad essa legata, sarà possibile sbloccare la biografia di Mr. Freeze.

(Mr. Freeze prima di iniziare il suo scontro con Batman.)
- Nel sequel Batman: Arkham City, Mr. Freeze fa il suo debutto nella saga. Victor stava lavorando ad una cura che affliggeva la malattia mortale del Joker, causata dall'overdose di Titan che il Clown si iniettò nella fase finale del videogioco precedente, ma venne rapito dal Pinguino, il quale si contendeva il controllo di Arkham City proprio con il Joker e Due Facce, proprio per lasciare il Clown al suo destino. Una volta rimasto infetto a causa di un tranello del Joker, Batman si mette alla sua ricerca per liberarlo e fare in modo che riprenda il lavoro sulla cura. Dopo aver sconfitto Cobblepot e liberato Fries, Bruce apprende da quest'ultimo che la cura sviluppata da quest'ultima si deteriorava in fretta e che per renderla stabile aveva bisogno di un enzima ricostituente legato al DNA umano. Riconoscendo la condizione di Ra's al Ghul, Batman si mette alla sua ricerca per prelevargli un campione di sangue da portare a Fries. Bruce riesce nell'impresa, e Victor riesce finalmente a sviluppare una cura, ma a quel punto Freeze lo ricatta distruggendo una delle sole due fiale prodotte: se il Cavaliere Oscuro non troverà sua moglie Nora, tenuta prigioniera da qualche parte dal Joker, lo ucciderà. Il ricatto scatenerà una battaglia dove Bruce emergerà vittorioso, ma una volta placato lo scontro, i due faranno un'amara scoperta: l'ultima fiala rimasta è stata rubata da Harley Quinn per il Joker. Fries decide di aiutare Batman ad entrare nell'Acciaieria Sionis (ora base del Joker) fornendogli un gadget che gli tornerà utile, mentre Bruce gli prometterà di trovare Nora. A questo punto si sbloccherà la missione secondaria in cui Batman troverà Nora per poi comunicare la posizione a Freeze. Victor ringrazierà il Cavaliere Oscuro porgendogli le sue scuse per aver dubitato di lui poco prima.
- Il DLC narrativo del prequel della saga Batman: Arkham Origins, intitolato Freddo, gelido cuore, è basato proprio sul primo incontro tra Batman e Mr. Freeze in questa continuity. Victor irrompe alla festa di Capodanno a Villa Wayne servendosi della gang del Pinguino per rapire il filantropo e capo della GothCorp Ferris Boyle. Tuttavia l'alleanza tra Fries e Cobblepot ha vita breve in quanto il Pinguino si dimostra interessato ad ottenere con la forza le armi criogeniche di cui Victor si serve, ma finirà per venire bloccato e congelato da quest'ultimo. Indagando, Bruce scoprirà che dietro la trasformazione di Victor Fries in Mr. Freeze c'è Ferris Boyle stesso: Fries stava conducendo una ricerca sulla criogenia per trovare una cura alla moglie Nora, gravemente malata e tenuta in vita tramite criostasi, ma Boyle voleva che Victor concentrasse tali sforzi sulla creazione di armi criogeniche, trovando il rifiuto da parte di quest'ultimo. Per tutta risposta, Ferris rapì Nora, causando uno scontro che a sua volta creò un incidente di laboratorio nel quale Victor sopravvisse, ma rimanendo costretto ad esporsi a temperature estremamente basse per mantenere la sua incolumità. Dopo aver progettato la tuta ed essere diventato Mr. Freeze, Fries andò alla ricerca di Boyle per liberare Nora. Alla fine del DLC, Batman riuscirà a fermare sia Victor che Ferris, facendoli arrestare entrambi, ma garantendo un laboratorio al Penitenziario di Blackgate dove Fries potrà continuare la sua ricerca per salvare Nora.
- Victor appare anche nella missione secondaria DLC di Batman: Arkham Knight, sequel di Batman: Arkham City, e capitolo finale della trilogia principale della saga, appartenente al pacchetto La stagione dell'infamia. Dopo essersi rifiutato di unirsi allo Spaventapasseri nella sua vendetta ai danni di Batman, per tutta risposta la milizia del Cavaliere di Arkham ha rapito Nora, danneggiando anche la cabina criogenica in cui la donna era in criostasi. Bruce decide di aiutare Victor e si mette alla ricerca di Nora, e dopo averla trovata, dati i danni alla cabina, si vede costretto a svegliarla e farla uscire. Nel frattempo, la milizia, venuta a sapere del ritrovamento di Nora da parte di Batman, attacca la nave usata da Fries come base operativa. Bruce, con Nora a bordo, si reca immediatamente sul posto per contrastare le forze nemiche, ma l'instabilità del ghiaccio sul campo di battaglia costringe Fries ad eliminare i blindati della milizia in fretta facendo esplodere il generatore di cui aveva bisogno per continuare le sue ricerche alla cura di Nora. Victor e Nora finalmente si ricongiungono, ma la donna confida a Fries di non voler più essere salvata al fine di interrompere la sofferenza del marito nella disperata ricerca della cura, così i due decidono di lasciare Gotham per passare insieme gli ultimi giorni della vita di Nora.
- Fries appare anche nel videogioco per dispositivi mobili Batman: Arkham Underworld come personaggio sbloccabile.

#### Batman: The Telltale Series
Victor Fries/Mr. Freeze appare in Batman: The Enemy Within, seconda stagione di Batman: The Telltale Series dove è doppiato da Matthew Mercer.
In questa versione le sue origini rimangono le stesse, con le uniche eccezioni dell'esclusione di Ferris Boyle nell'incidente che lo ha trasformato in Mr. Freeze e del suo aspetto: qui Victor non indossa più un'armatura e non usa armi criogeniche, ma si serve di una tuta e di un guanto congelante. Nella serie Fries si allea con il Patto, un team di supercriminali guidato da Harley Quinn e che vede anche John Doe e Bane, con lo scopo di combinare il sangue dell'Enigmista con il virus mortale LOTUS: difatti il defunto supercriminale era rimasto infettato dal virus, ma riscontrando miracolosamente effetti curativi, cosa che potrebbe aiutare Victor a creare una potenziale cura per sua moglie Nora, gravemente malata e tenuta in vita tramite criostasi. Nel quarto episodio, dopo aver estratto il virus al SANCTUS, ovvero la base segreta dell'Agenzia di Amanda Waller, dove era tenuto, il Patto si scontra con Bruce/Batman e Catwoman (a seconda della scelta del videogiocatore alla fine del terzo episodio), fino a che Harley non tradisce il resto dei suoi compagni fuggendo con l'unica fiala di virus rimasta; le altre si frantumano a terra infettando proprio Fries che rimane isolato in una cella di contenimento. Dopo l'arrivo dell'Agenzia, Bruce/Batman si reca da Victor per ottenere informazioni sui prossimi piani di Quinn, in cambio Fries chiederà a Bruce di abbassare la temperatura della cella sottozero per poter sopravvivere. A quel punto, dopo aver ottenuto le informazioni, il videogiocatore potrà decidere se soddisfare la richiesta di Freeze oppure lasciarlo al suo destino.

#### Gotham Knights
Dopo un lungo periodo di assenza, Freeze è tornato a Gotham City per mettere in atto un misterioso piano di congelare la città attraverso un dispositivo in grado di manipolare le condizioni atmosferiche e da lui chiamato "generatore di bufere". Nel gameplay presentato al DC FanDome 2020, Batgirl, affiancata da Robin, si precipiterà alla posizione del generatore per fermare Fries.